# FIBA Europa
La Confederación Europea de Baloncesto (FIBA Europa) es la organización que se dedica a regular las normas del baloncesto en Europa, así como de celebrar periódicamente competiciones y eventos.
FIBA Europa nació como una entidad continental dentro de la FIBA y desde el 25 de mayo de 2001 tiene autoridad propia al escindirse del cuerpo central de la FIBA. Tiene su sede actual en Múnich (Alemania) y cuenta, en 2016, con la afiliación de 52 federaciones nacionales. El presidente es Jorge Garbajosa de España, y el Secretario General es Kamil Novak de la República Checa.

## Eventos
| Selecciones nacionales Categoría absoluta Campeonato Europeo de la FIBA EuroBasket Eurobasket femenino Campeonato Europeo de los Países Pequeños Campeonato Europeo de los Países Pequeños Femenino Categorías inferiores Campeonato Europeo Sub-20 de la FIBA Campeonato Europeo de Baloncesto Masculino Sub-20 Campeonato Europeo de Baloncesto Femenino Sub-20 Campeonato Europeo Sub-18 de la FIBA Campeonato Europeo de Baloncesto Masculino Sub-18 Campeonato Europeo de Baloncesto Femenino Sub-18 Campeonato Europeo Sub-16 de la FIBA Campeonato Europeo de Baloncesto Masculino Sub-16 Campeonato Europeo de Baloncesto Femenino Sub-16 Nota: En categoría absoluta se celebra cada 4 años, en categorías sub-20, sub-18 y sub-16 tienen carácter anual. | Masculinos vigentes - Euroliga* - Eurocup* - Liga de Campeones de Baloncesto - Copa Europea de la FIBA Femeninos vigentes - FIBA EuroLeague Women - FIBA EuroCup Women - Supercopa de Europa Nota: (*) competiciones organizadas por la Euroleague Basketball. |

### Selecciones nacionales 3x3

#### Categoría absoluta
Campeonato Europeo 3x3 de la FIBA
- Campeonato Europeo 3x3 de Baloncesto Masculino
- Campeonato Europeo 3x3 de Baloncesto Femenino

#### Categorías inferiores
Campeonato Europeo 3x3 Sub-18 de la FIBA
- Campeonato Europeo 3x3 Sub-18 de Baloncesto Masculino
- Campeonato Europeo 3x3 Sub-18 de Baloncesto Femenino

## Vigentes campeones
En la siguiente tabla se resumen los vigentes campeones de todas las competiciones organizadas por FIBA Europa.

### Clubes
- Actualizada hasta los campeonatos del: 13 de abril de 2025

| Competición        | Competición        | Última  | Campeón                    | Subcampeón              | Tercero                                  | Cuarto                                   | Próxima |
| ------------------ | ------------------ | ------- | -------------------------- | ----------------------- | ---------------------------------------- | ---------------------------------------- | ------- |
| Euroliga           | Masculina          | 2024–25 | Fenerbahçe S. K. (2º)      | AS Mónaco               | Olympiakos B. C.                         | Panathinaikos B. C.                      | 2025–26 |
| Euroliga           | Femenina           | 2024–25 | U. S. K. Praha (2º)        | Çukurova B. K.          | Fenerbahçe S. K.                         | Valencia Basket                          | 2025–26 |
| Eurocup            | Masculina          | 2024–25 | Hapoel Tel Aviv B.C. (1º)  | C. B. Gran Canaria      | Valencia Basket y Bahçeşehir Koleji S.K. | Valencia Basket y Bahçeşehir Koleji S.K. | 2025–26 |
| Eurocup            | Femenina           | 2024–25 | ESB Villeneuve-d'Ascq (2º) | Universitario de Ferrol | Sopron Basket y LDLC ASVEL Féminin       | Sopron Basket y LDLC ASVEL Féminin       | 2025–26 |
| Liga de Campeones  | Liga de Campeones  | 2024–25 | C. B. Málaga (2º)          | Galatasaray S. K.       | A. E. K.                                 | C. B. Canarias                           | 2025–26 |
| Copa Europea       | Copa Europea       | 2024–25 | Bilbao Basket (1º)         | PAOK Salónica BC        | JDA Dijon y Cholet Basket                | JDA Dijon y Cholet Basket                | 2025–26 |
| Supercopa Femenina | Supercopa Femenina | 2024    | Fenerbahçe S. K. (2º)      | Beşiktaş                | No existe                                | No existe                                | 2025    |

### Masculinos
- Actualizada hasta los campeonatos del: 4 de agosto de 2025

| Competición     | Competición     | Última | Campeón         | Subcampeón | Tercero    | Cuarto    | Próxima |
| --------------- | --------------- | ------ | --------------- | ---------- | ---------- | --------- | ------- |
| EuroBasket      | EuroBasket      | 2022   | España (4º)     | Francia    | Alemania   | Polonia   | 2025    |
| Países Pequeños | Países Pequeños | 2024   | Andorra (6º)    | Malta      | San Marino | Gibraltar | 2026    |
| 3x3             | 3x3             | 2024   | Austria (1º)    | Serbia     | Lituania   | Suiza     | 2025    |
| Sub-20          | División A      | 2025   | Italia (3º)     | Lituania   | Francia    | Serbia    | 2026    |
| Sub-20          | División B      | 2025   | Letonia (1º)    | Croacia    | Turquía    | Suiza     | 2026    |
| Sub-18          | 3x3             | 2023   | Croacia (1º)    | España     | Francia    | Israel    | 2024    |
| Sub-18          | División A      | 2025   | España (6º)     | Francia    | Italia     | Letonia   | 2026    |
| Sub-18          | División B      | 2025   | Dinamarca (1º)  | Estonia    | Eslovaquia | Rumania   | 2026    |
| Sub-18          | División C      | 2025   | Chipre (4º)     | Luxemburgo | Armenia    | Andorra   | 2026    |
| Sub-16          | División A      | 2024   | Francia (4º)    | España     | Serbia     | Grecia    | 2025    |
| Sub-16          | División B      | 2024   | Estonia (2º)    | Rumania    | Suiza      | Bélgica   | 2025    |
| Sub-16          | División C      | 2025   | Luxemburgo (3º) | Andorra    | Armenia    | Albania   | 2026    |

### Femeninos
- Actualizada hasta los campeonatos del: 10 de agosto de 2025

| Competición     | Competición     | Última | Campeón        | Subcampeón      | Tercero      | Cuarto   | Próxima |
| --------------- | --------------- | ------ | -------------- | --------------- | ------------ | -------- | ------- |
| Eurobasket      | Eurobasket      | 2025   | Bélgica (3º)   | España          | Italia       | Francia  | 2027    |
| Países Pequeños | Países Pequeños | 2024   | Noruega (1º)   | Malta           | Albania      | Chipre   | 2026    |
| 3x3             | 3x3             | 2024   | España (2º)    | Francia         | Países Bajos | Polonia  | 2025    |
| Sub-20          | División A      | 2025   | España (10º)   | Lituania        | Italia       | Suecia   | 2026    |
| Sub-20          | División B      | 2025   | Hungría (1º)   | Serbia          | Croacia      | Bulgaria | 2026    |
| Sub-18          | 3x3             | 2023   | Francia (3º)   | España          | Alemania     | Bulgaria | 2024    |
| Sub-18          | División A      | 2025   | España (6º)    | Finlandia       | Francia      | Bélgica  | 2026    |
| Sub-18          | División B      | 2025   | Suecia (2º)    | Alemania        | Croacia      | Lituania | 2026    |
| Sub-18          | División C      | 2025   | Georgia (2º)   | Armenia         | Malta        | Albania  | 2026    |
| Sub-16          | División A      | 2024   | Finlandia (1º) | Francia         | España       | Italia   | 2025    |
| Sub-16          | División B      | 2024   | Rumania (1º)   | República Checa | Gran Bretaña | Turquía  | 2025    |
| Sub-16          | División C      | 2025   | Chipre (5º)    | Armenia         | Albania      | Malta    | 2026    |